# Staphylaea staphylaea
Espèce
Synonymes
- Cypraea staphylaea Linnaeus, 1758

Répartition géographique
Staphylaea staphylaea est une espèce de mollusques gastéropodes marins de la famille des Cypraeidae (les « porcelaines »).

Staphylaea staphylaea laevigata

## Description
- Taille : Espèce de petite taille, dépassant rarement 2 cm.

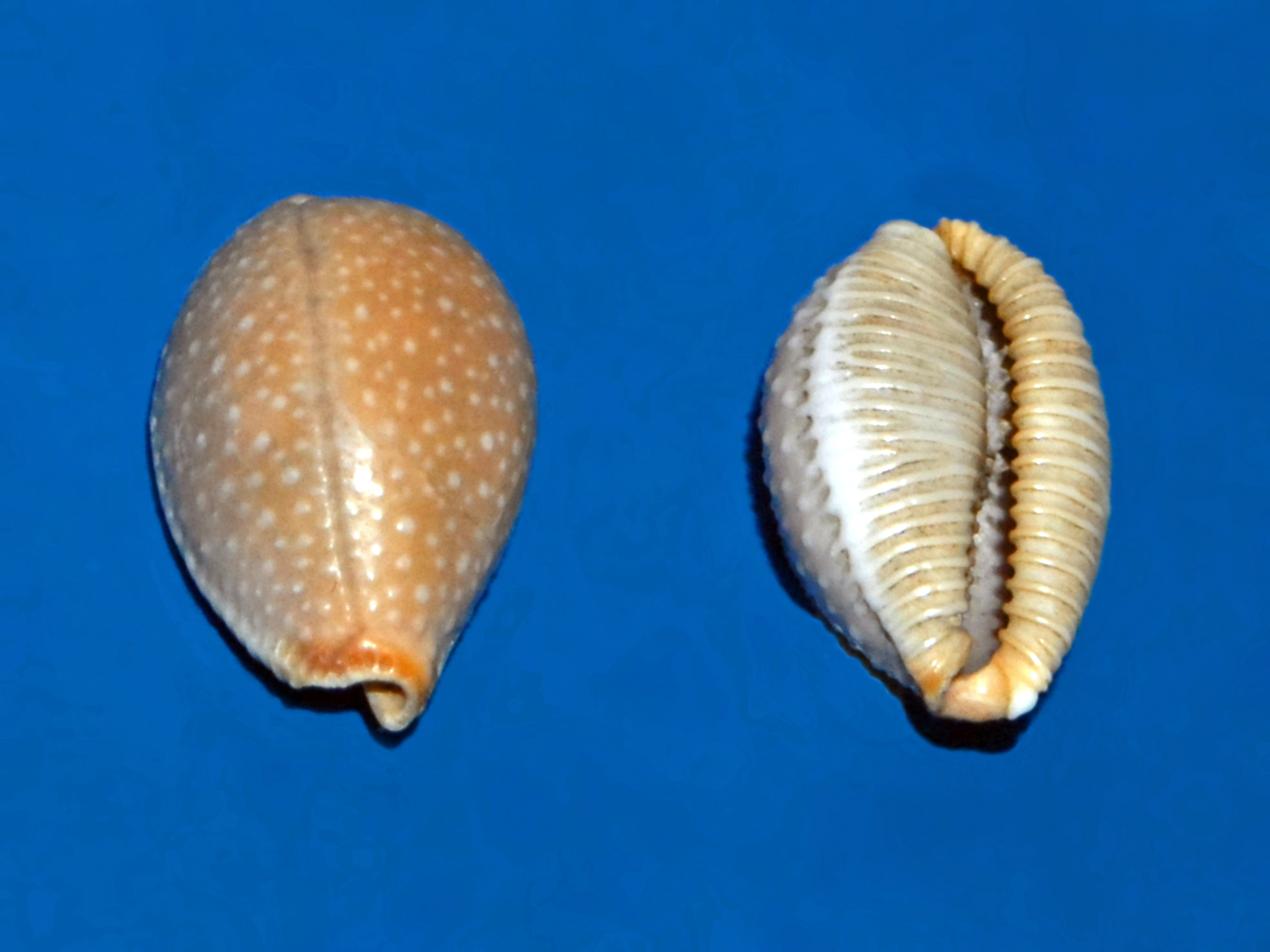
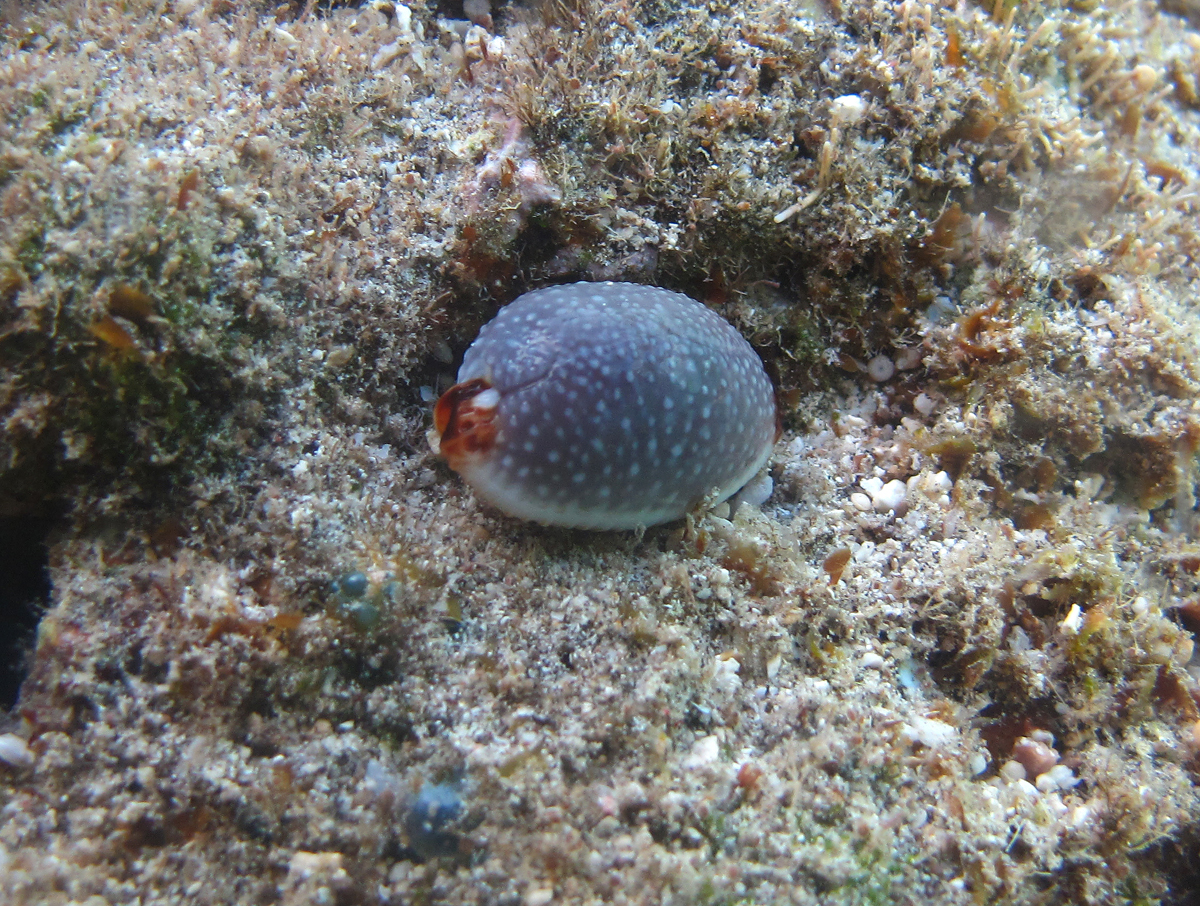
S. staphylaea à La Réunion.

## Répartition
On trouve cette espèce dans l'Océan Indien tropical et en Mer Rouge.

## Sous-espèces
Selon World Register of Marine Species (18 novembre 2014) :
- sous-espèce Staphylaea staphylaea consobrina (Garrett, 1879)
- sous-espèce Staphylaea staphylaea laevigata (Dautzenberg, 1932)
- sous-espèce Staphylaea staphylaea nolani Lorenz, 1989

## Philatélie
Ce coquillage figure sur une émission de l'Inde de 1998 (valeur faciale : 3 roupies)

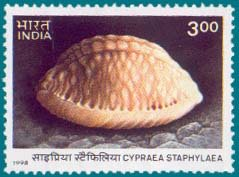
Cypraea staphylea, Inde, 1998